# Lobelia endlichii
Lobelia endlichii är en klockväxtart som först beskrevs av Franz Elfried Wimmer, och fick sitt nu gällande namn av Tina J. Ayers. Lobelia endlichii ingår i släktet lobelior, och familjen klockväxter. Inga underarter finns listade i Catalogue of Life.